# Mary Bryant – Flucht aus der Hölle
Mary Bryant – Flucht aus der Hölle (Originaltitel: The Incredible Journey Of Mary Bryant) ist eine australisch-britische Miniserie. Der Zweiteiler hatte am 30. und 31. Oktober 2005 bei Network 10 Premiere. In Deutschland erschien er am 2. Dezember 2010 auf DVD. Die weibliche Hauptrolle der Mary Bryant spielte Romola Garai.

## Handlung
Cornwall, 1786 – Die aus einer armen Fischerfamilie stammende 17-jährige Mary Broad wird wegen Diebstahls einer seidenen Damenhaube zum Tode verurteilt, ihre Strafe jedoch zur Haft umgewandelt und Mary – von einem Gefängniswärter geschwängert – mit anderen Strafgefangenen auf einem Gefängnisschiff der First Fleet mit Kurs Australien in die neue Strafkolonie New South Wales geschickt. Auf dem Schiff befinden sich auch Frauen; das sexuelle Interesse der Männer führt zu Spannungen. Um sich zu schützen, bietet sich Mary dem Offizier Lieutenant Ralph Clarke als Dienerin an. Der verheiratete Mann ist sichtlich von Mary angetan, auch wenn er sich ihr nicht hingibt. Mary ihrerseits freundet sich mit dem Mitgefangenen und Fischer William Bryant an und bringt später an Bord des Schiffes eine Tochter zur Welt, die sie Charlotte nennt. Im Januar 1788 erreicht das Schiff schließlich Australien. Mary heiratet William, der mit Einverständnis von Gouverneur Phillip als Fischer arbeiten darf. Das Leben beginnt hart für die Kolonisten; unter anderem kommt zu einer Massenvergewaltigung an den weiblichen Strafgefangenen.
Drei Jahre später darbt die Kolonie vor sich hin. Schlechte Ernten und Fangmengen im Fischfang verschärfen die Lebensmittelkrise, die Menschen beginnen zu verhungern. William und Mary, die inzwischen auch einen Sohn namens Immanuel haben, sind wie einige weitere Strafgefangene zur Flucht entschlossen, um nicht den Hungertod zu sterben. Sie beginnen Vorräte anzulegen, um mit einer kleinen Barkasse später zu fliehen. Um Zugang zum Schlüssel für das Lagerhaus zu bekommen, gibt sich Mary zum Schein Lieutenant Clarke als dessen Geliebte hin. Schließlich unternehmen sie eines Nachts ihren Fluchtversuch mit dem Schiff, wobei sie aber von den britischen Soldaten entdeckt werden. Mit knapper Not entkommen sie, werden von den Briten jedoch verfolgt, die ihnen nachstellen.
Nachdem sie zwei Weggefährten verlieren, kommen Mary, William, ihre Kinder und einige weitere Überlebende im von den Niederländern besetzten Timor an, wo sie sich als adelige Überlebende eines gesunkenen britischen Schiffes ausgeben. Anfangs kaufen die Holländer ihnen ihre Geschichte ab, wenn sie auch skeptisch bleiben. Währenddessen entscheidet Großbritannien die australische Kolonie auszubauen und schickt Nachschub; Gouverneur Phillip wird nach England zurückbeordert, während Lieutenant Clarke sich freiwillig entscheidet zurückzukehren. Dabei macht er Station in Timor, wo Mary und ihre Leute auffliegen. William wird bei einem Fluchtversuch erschossen, Mary mit ihren Kindern und den zwei anderen überlebenden Flüchtigen zurück nach England gebracht. Marys Kinder überleben die neunmonatige Überfahrt nicht. Zurück in England werden sie vor Gericht gestellt, aufgrund des Drucks und der Sympathie der Öffentlichkeit jedoch freigesprochen. Mary kehrt zu ihren Eltern nach Cornwall zurück.

## Auszeichnungen
AFI Awards 2005
- Beste Miniserie oder Fernsehfilm
- Nominierungen für die beste Regie, das beste Drehbuch, den besten Hauptdarsteller, die beste Hauptdarstellerin, die beste Neben- oder Gastdarstellerin und das beste Szenenbild im Fernsehen

Logie Awards 2006
- Beste Miniserie
- Nominierungen für den besten Darsteller und die beste Darstellerin in einer Serie